# Kanton Abbeville-Nord
Kanton Abbeville-Nord (fr. Canton d'Abbeville-Nord) byl francouzský kanton v departementu Somme v regionu Pikardie. Skládal se ze sedmi obcí. Zrušen byl po reformě kantonů 2014.

## Obce kantonu
- Abbeville (severní část)
- Bellancourt
- Caours
- Drucat
- Grand-Laviers
- Neufmoulin
- Vauchelles-les-Quesnoy